# Bamberger Bierkrieg

Postkarte zur Erinnerung an den Bierkrieg 1907

Als Bamberger Bierkrieg bezeichnet man einen Bierstreit, der 1907 in Bamberg stattfand.
Die Bamberger Brauereien wollten den Preis für 0,5 Liter Bier („Seidla“) zum 1. Oktober um 1 Pfennig erhöhen (von 11 auf 12 Pfennig).
Da die Bamberger Bevölkerung aufgrund der drastischen Maßnahmen schockiert war (die letzte Bierpreiserhöhung war im Jahr 1797), traten unter der Führung Karl Panzers, der Buchhalter bei der Firma Kaliko in Bamberg war, die Wirte Georg Weierich und Anton Mohr in den Bierstreik: Anstatt das teurere Bamberger Bier zu verkaufen, boten sie nun das billigere Bier aus Forchheim an, das sich im Gegensatz zum Bamberger Bier in dieser Zeit sehr gut verkaufen ließ.
Nach einer Woche Streik gaben die Bamberger Brauereien am 7. Oktober nach und zogen die Preiserhöhung zurück. Der halbe Liter kostete nun wieder 11 Pfennig.